# نوسی واریکا
نوسی واریکا (به لاتین: Nosy Varika) یک منطقهٔ مسکونی در ماداگاسکار است که در واتوواوی-فیتووینانی واقع شده‌است. نوسی واریکا ۳۱۶ کیلومتر مربع مساحت و ۱۹٬۷۸۷ نفر جمعیت دارد و ۵ متر بالاتر از سطح دریا واقع شده‌است.